# Trochanteriidae
Trochanteriidae (лат.) — семейство аранеоморфных пауков (Araneomorphae). Около 150 видов.

## Распространение
Австралия, Южная Америка, Ориентальная область, Мадагаскар и Африка.

## Описание
Отличаются от других пауков-гнафосоидов (Gnaphosoidea) сильно сплющенной головогрудью с глазами, занимающими большую её часть (по ширине карапакса). Размеры австралийских видов менее 1 см.
Известно около 30 ископаемых видов (шесть полностью вымерших родов): обнаружены в неогеновых балтийском и доминиканском янтарях.

## Систематика
19 современных родов и около 150 видов.
- Boolathana Platnick, 2002 — Австралия
- Desognanops Platnick, 2008 — Австралия
- Desognaphosa Platnick, 2002 — Австралия
- Doliomalus Simon, 1897 — Чили
- Fissarena Henschel, Davies & Dickman, 1995 — Австралия
- Hemicloeina Simon, 1893 — Австралия
- Longrita Platnick, 2002 — Австралия
- Morebilus Platnick, 2002 — Австралия
- Olin Deeleman-Reinhold, 2001 — Сулавеси, остров Рождества
- Plator Simon, 1880 — Китай, Индия, Корея, Япония
- Platorish Platnick, 2002 — Австралия
- Platyoides O. P-Cambridge, 1890 — Африка, Канарские острова, Мадагаскар
- Pyrnus Simon, 1880 — Австралия, Новая Каледония
- Rebilus Simon, 1880 — Австралия
- Tinytrema Platnick, 2002 — Австралия
- Trachycosmus Simon, 1893 — Австралия
- Trachyspina Platnick, 2002 — Австралия
- Trachytrema Simon, 1909 — Австралия
- Trochanteria Karsch, 1878 — Южная Америка

Ископаемые роды:
- † Eotrochanteria  Wunderlich, 2004
- † Sosybius  C. L. Koch & Berendt, 1854
- † Thereola  Petrunkevitch, 1955
- † Trochanteridromulus  Wunderlich, 2004
- † Trochanteridromus  Wunderlich, 2004
- † Veterator  Petrunkevitch, 1963